# پوراناها

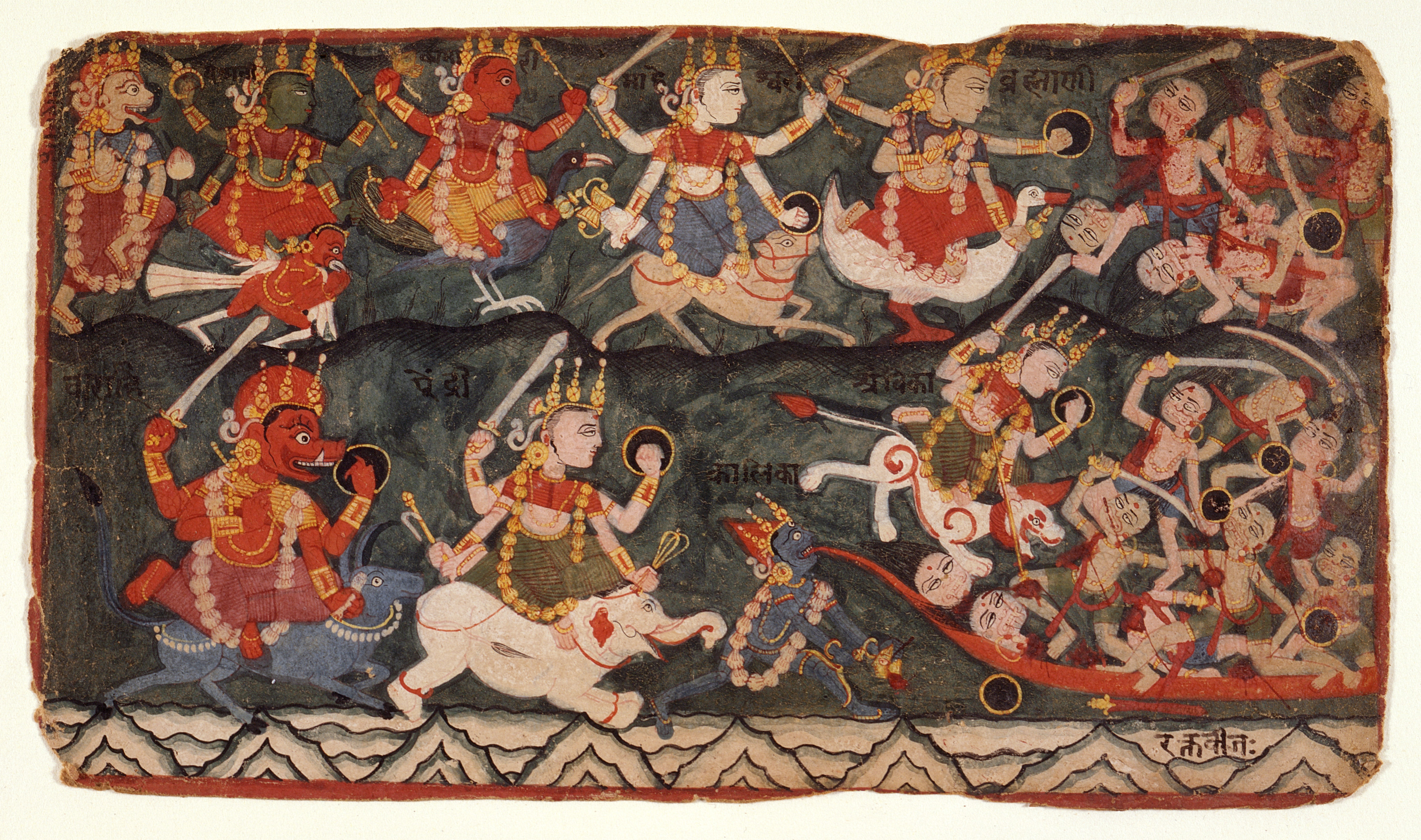
ایزدبانو دورگا، هشت ماتریکاس را در جنگ با دیو راکتابیجا رهبری می‌کند.

پورانه‌ها یا پوراناِها (سانسکریت:पुराण به معنی پارینه‌ها، کهن‌گفته‌ها) مجموعه‌ای از مهم‌ترین متون مقدس در آئین هندو، آئین جین و بوداگرایی هستند؛ در این متون سرگذشت کیهان و جهان از آفرینش یا ویرانی، تبارنامه شاهان، پهلوانان، حکیمان، خدایان و دیوان؛ و توضیحاتی دربارهٔ جهان‌بینی، فلسفه و اندیشه هندو آمده‌است. نام نگارنده اصلی این متون دانسته نیست، اما آن را به ویسیه، روایت‌کننده مهابهاراتا، نسبت داده‌اند. نخستین دست‌نوشته‌های به‌جامانده پورانه‌ها، به دوره امپراتوری گوپتا بازمی‌گردند.
پورانه‌ها از کهن‌ترین روزگاران اساطیری هند به عنوان تنها مرجع مطالبی را دربردارد اگرچه مهابهاراتا و رامایانا نیز چنین مطالبی را جسته گریخته دارا هستند اما این کتاب‌ها حاوی تاریخ سنتی هند تا عصر پاراکشیت می‌باشند (قرن سوم پیش از میلاد). عصر تدوین پورانه‌ها را نمی‌توان زودتر از دوران سلطنت گوپتاها دانست بنابراین پورانه‌ها محتوی رویدادها و مطالبی است متعلق به ۲۰۰۰ سال پس از تدوین خود.